# Arhitektura u 1363.
◄◄ | ◄ | 1360. | 1361. | 1362. | 1363.  | 1364. | 1365. | 1366. | ► | ►►
Arhitektura • Astronomija • Glazba • Knjige • Književnost • Kršćanstvo • Medicina • Pravo • Promet • Slikarstvo • Znanost
Arhitektura u 1363.

## Hrvatska i u Hrvata

### Zgrade i druge građevine
- Sagrađena Crkva sv. Marije u Žrnovnici

## Vanjske poveznice
|  | Zajednički poslužitelj ima još gradiva o temi Arhitektura u 1360-im |